# Antipater

Antipater (grško starogrško Αντίπατρος, Antípatros) je bil makedonski general in državnik, ki je služil pod kraljema Filipom II.  in Aleksandrom Velikim, * 397 pr. n. št., † 319 pr. n. št.
Leta 320 pr. n. št. je postal regent mladoletnega kralja Aleksandra IV. Makedonskega in vladar celega imperija Aleksandra Velikega. Naslednje leto leto je umrl in pred smrtjo za svojega naslednika imenoval generala Poliperhona in ne sina Kasandra, zato je izbruhnila dve leti trajajoča vojna za oblast, ki se je končala s Kasandrovo zmago. 

## Vloga pred Aleksandrovo smrtjo
Njegova kariera se je začela pod Filipom II., ko je postal njegov diplomatski poslanec v Atenah (med leti 347 pr. n. št. in 346 pr. n. št.). 
Po Filpovi smrti je pomagal mlademu Aleksandru na prestol svojega očeta, v času njegovega bojnega pohoda na vzhod, pa je bil upravnik Makedonije in »general Evrope«. Ti dve vlogi je opravljal med leti 334 pr. n. št. in 323 pr. n. št.

## Vloga diadoha
Po Aleksandrovi smrti je Antipater od regenta Perdika dobil oblast nad Makedonijo in Grčijo, kasneje, po uspešni zadušitvi uporov v nekaterih lastnih provincah pa Antipater napove vojno Perdiku. S tem poskuša razširiti svojo oblast še nad druge dele bivše aleksandrove države. V tem boju se združi s Ptolemajem, diadohom, ki mu je pripadel Egipt. Perdikasa med to vojno ubijejo lastni vojaki, Antipater pa se proglasi za novega regenta. Hkrati s tem se proglasi tudi za varuha aleksandrovega sina Aleksandra IV. Kmalu za tem zboli in umre, pred tem pa prepusti vodenje države svojemu ostarelemu zaupniku Poliperhonu. S tem je odrekel pravico do prestola svojemu sinu Kasandru.

## Sklica
1. ↑   From Polis to Empire--The Ancient World, c. 800 B.C. - A.D. 500. A Biographical Dictionary
2. ↑   "Antipater". Pridobljeno 12. julija 2018.

| Antipater Rojen: 397 pr. n. št. Umrl: 319 pr. n. št. |                                                   |                       |
| Predhodnik: Peiton in Arhidej                        | Regent Makedonskega kraljestva 320–319 pr. n. št. | Naslednik: Poliperhon |